# Szymon Zabiełło (zm. 1722)
Szymon Salomonowicz Zabiełło z Chrzczona herbu Topór (zm. w 1722 roku) – łowczy nadworny litewski w 1708 roku, podczaszy kowieński w latach 1692–1708.
Jako poseł powiatu kowieńskiego był uczestnikiem Walnej Rady Warszawskiej 1710 roku. Był posłem powiatu kowieńskiego na sejm 1720 roku.